# 長良川艶歌
「長良川艶歌」（ながらがわえんか）は、1984年4月に五木ひろしが発売したシングルである。岐阜県の長良川を舞台にした「ご当地ソング」であるが、五木が発売したご当地ソングのシングル曲では最大のヒット作となった。

## 解説
発売当初はB面が「徒然の花」であったが、8月25日発売分から「おはん」（東宝映画『おはん』主題歌）に差し替えられている。第26回日本レコード大賞・大賞（「夜空」以来2度目）、第15回日本歌謡大賞・大賞などを受賞した。累計売上はミリオンセラーを記録。1986年8月中旬までのシングルの累計出荷枚数は105.1万枚（徳間ジャパン調べ）で、同時点で五木のシングルとしては歴代3位のヒットとなっている（デュエット曲を除く）。
TBS系の『ザ・ベストテン』では週間最高で8位止まりながら、1984年の年間1位（翌1985年は年間89位）及び「12年間ベストテン第1位」を獲得した。当番組では、ベストテン圏内に入ったり出たりを繰り返し、長良川に因んで「鵜飼い現象」と呼ばれていた。ベストテンに返り咲いた回数は6回であり、番組内の最高記録である（返り咲きを2回以上繰り返したのは、当曲と研ナオコの「窓ガラス」、小林幸子の「おもいで酒」と「とまり木」、岩崎宏美の「万華鏡」、ツイストの「LOVE SONG」〈2回〉村下孝蔵の「初恋」〈3回〉である）。
1985年度の日本音楽著作権協会（JASRAC）発表による楽曲別の著作権使用料分配額（国内部門）では、「浪花節だよ人生は」に続いて年間2位にランクインされた。
この作品のヒットにより、五木のオリコン調べによる全てのシングルレコードの総売上枚数が1000万枚を突破した。これはピンク・レディー（1979年）、森進一（1979年）、山口百恵（1980年）、沢田研二（1980年）、西城秀樹（1982年）、郷ひろみ（1983年）に続いて史上7人目の快挙であった。

## 収録曲
4月21日発売盤
- 両楽曲共に、作曲：岡千秋／編曲：斉藤恒夫

1. 長良川艶歌（4分43秒）
作詞：石本美由起
2. 徒然（つれづれ）の花（4分15秒） 
作詞：安麻呂

8月25日発売盤
- 両楽曲共に、作曲：岡千秋／編曲：斉藤恒夫

1. 長良川艶歌（4分43秒）
作詞：石本美由起
2. おはん（4分30秒）
作詞：たかたかし

価格
- 発売当時の値段は4月21日分、8月25日分とも700円

## カバー
- 藤圭子 - アルバム「蝶よ花よと」（1984年11月）
- 森昌子 - アルバム「日本のうた〜森昌子15周年記念」（1986年1月）
- 三條正人 - アルバム「小樽の人よ」（1993年11月）
- 北見恭子 - アルバム「北見恭子 / 酔いどれ切符～女のこころ歌～」（2000年3月）
- 石原詢子 - アルバム「日本名曲集」（2009年7月22日）、CD-BOX『石原詢子 時代のうた』（2014年11月10日）
- 市川由紀乃 - アルバム「ギター演歌決定版 第3集」（2009年7月23日）
- 秋庭豊とアローナイツ - 「ムーディー・ボックス 1975-2005」（2013年11月）
- 都はるみ - アルバム「昭和を歌う 〜さざんかの宿・大阪しぐれ〜」（2014年）
- 八代亜紀 -アルバム「熱唱！！八代亜紀全集」（2014年11月）
- 大川栄策 - アルバム「大川栄策 ダブル・ベスト☆オリジナル＆カバーズ」（2015年7月）
- テレサ・テン - アルバム「テレサ・テン あの日 あの街で」（2015年10月）

## その他

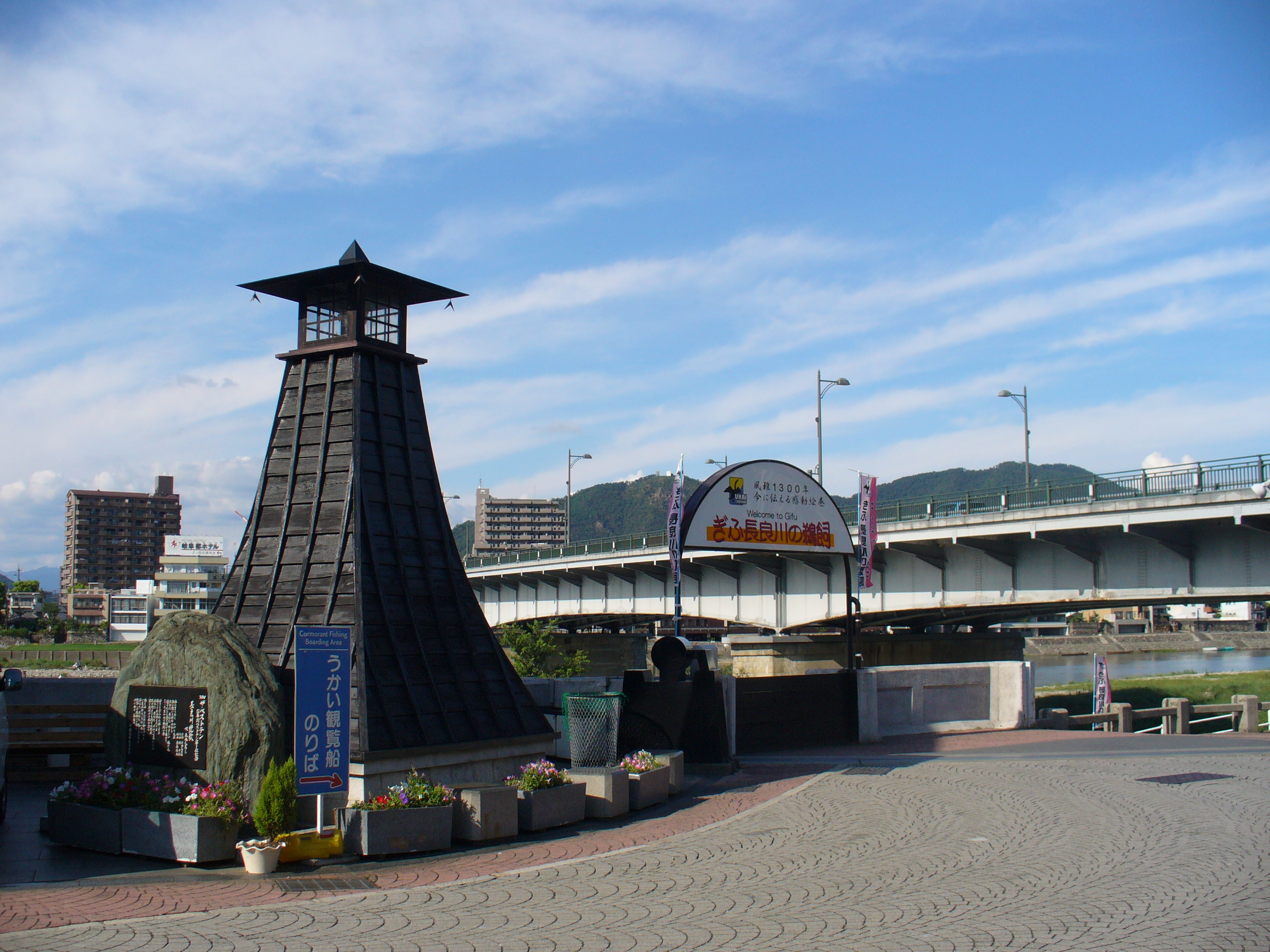
川灯台のたもとにある「長良川艶歌」の記念碑。
（岐阜県岐阜市）

岐阜県岐阜市に架かる長良橋の南詰の鵜飼船乗り場前には「長良川艶歌」がTBSの「ザ・ベストテン」で「12年間ベストテン第1位」を獲得した時の記念碑があり歌詞が彫ってある。